# Berberis verticillata
Berberis verticillata là một loài thực vật có hoa trong họ Hoàng mộc. Loài này được Turcz. mô tả khoa học đầu tiên năm 1854.